# VI edició de la Mostra de València
La VI edició de la Mostra de València, coneguda oficialment com a VI Mostra de València - Cinema del Mediterrani, va tenir lloc entre el 5 i el 13 d'octubre de 1985 a València sota la direcció de Francesc Carrasco Escoda. A les quatre sales del Cine Martí, als cinemes d'Or, Eslava i Goya es van projectar un total de 141 pel·lícules: 19 a la secció oficial, 16 a la secció informativa, 7 a la secció especial, 14 a la retrospectiva dedicada a Giulietta Masina, 5 a la dedicada a Theo Angelópulos, 46 a la dedicada a la guerra civil, 15 a la dedicada al cinema folklòric espanyol, 7 a l'especial Algèria, 7 a la secció infantil i 5 a la Mostra de Mostres.
El pressupost fou de 43 milions de pessetes i hi van assistir 70.000 espectadors, d'ells 10.000 nens. I per primer cop els premis tenien dotació econòmica: 1.000.000 de pessetes a la Palmera d'Or, 600.000 pessetes a la Palmera de Plata i 400.000 pessetes a la Palmera de Bronze. La gala d'inauguració fou presentada al Cine Martí per Eva Cobo i es va fer un homenatge a Giulietta Masina i en la sessió d'inauguració es va projectar la seva pel·lícula Les nits de Cabiria. En el darrer moment es va fer un homenatge a la recentment finada Simone Signoret amb la projecció de Le Chat i La Veuve Couderc de Pierre Granier-Deferre. També hi van assistir Eddie Constantine, Alfredo Matas, José Sacristán, Francesc Betriu, Terele Pávez, Mireia Ros, Fernando Huertas, Juan Caño, Isabel Mestres i Eloy de la Iglesia.

## Pel·lícules exhibides

### Secció oficial
- Duaje emrin tënd d'Ibrahim Muçaj i Kristaq Mitro [4]
- Chant d'automne / Angham al-kharif de Meziane Yala
- Al-sa Alik de Daoud Abdel Sayed
- Rèquiem per un camperol de Francesc Betriu
- Caso cerrado de Juan Caño Arecha
- Péril en la demeure de Michel Deville
- Le Matelot 512 de René Allio
- Lúfa kai parallagi de Nikos Perakis
- Il lungo inverno d'Ivo Barnabò Micheli
- Impiegati de Pupi Avati
- Jagode u Grlu de Srđan Karanović
- I to će proći de Nenad Dizdarević
- Ghazl el-Banat de Jocelyne Saab
- Titre provisoire de Mostafa Derkaoui
- Al-Hudood de Duraid Lahham
- El Haimoune de Nacer Khemir
- Firar de Şerif Gören
- Bekçi d'Ali Özgentürk

### Secció informativa
- Militanti de Piro Milkani
- Kharaga wa lam ya'ud de Mohamed Khan
- Hob fawk habadet al haram d'Atef al-Tayyeb
- El elegido de Fernando Huertas
- Otra vuelta de tuerca d'Eloy de la Iglesia
- Los paraísos perdidos de Basilio Martín Patino
- Strictement personnel de Pierre Jolivet
- Blanche et Marie de Jacques Renard
- Le Meilleur de la vie de Renaud Victor
- I timi tis agapis de Tonia Marketaki
- Antistrofi metrisi de Panos Papakyriakopoulos
- Fratelli de Loredana Dordi
- Inganni de Luigi Faccini
- La vita di scorta de Piero Vida
- La sonata a Kreutzer de Gabriella Rosaleva
- Život je lep de Boro Drašković
- Chams de Najib Sefrioui

### Secció especial
- Karnabal de Carles Mira
- Extérieur, nuit de Jacques Bral
- Tutti dentro d'Alberto Sordi
- Fumo di Londra d'Alberto Sordi
- La Guérilléra de Pierre Kast
- O Lugar do Morto d'António-Pedro Vasconcelos

### Secció infantil
- Los náufragos del Liguria de Gabriel Retes
- La revolta dels ocells de Lluís Josep Comeron i Martín [5]

### Retrospectives
- Retrospectiva de Giulietta Masina
  - La strada (1954), Les nits de Cabiria (1957), Giulietta dels esperits (1965)
- Retrospectiva de Theo Angelópulos[6]
  - Anaparastasi (1970), Méres tou '36 (1972), I kynighi (1977)
- Cicle del cinema folklòric espanyol.
  - Ronda española (1952), El pescador de coplas (1954), Embrujo (1947), El último cuplé (1957), Lola la Piconera (1951), Amor sobre ruedas (1954), El sueño de Andalucía (1951)

## Jurat
Fou nomenada presidenta del jurat l'actriu iugoslava Mira Furlan i la resta de membres foren l'empresari cinematogràfic valencià Emilio Pechuan, el productor Josep Anton Pérez Giner, el crític francès François Guérif, el compositor grec Mános Hadjidákis i el cineasta sirià Mohammad Malas.

## Premis
- Palmera d'Or (1.000.000 pessetes): El Haimoune de Nacer Khemir [8]
- Palmera de Plata (600.000 pessetes): Péril en la demeure de Michel Deville
- Palmera de Bronze (400.000 pessetes): Lúfa kai parallagi de Nikos Perakis
- Premi Pierre Kast al millor guió: Muhammad al-Maghut i Duraid Lahham per Al-Hudood
- Premis FIPRESCI: El Haimoune de Nacer Khemir 
  - Menció especial: Felastin, sydjil shâab de Kays al Zbaide